# National Football League 1943
La stagione NFL 1943 fu la 24ª stagione sportiva della National Football League, la massima lega professionistica statunitense di football americano. La stagione iniziò il 19 settembre 1943 e si concluse con la finale del campionato che si disputò il 26 dicembre al Wrigley Field di Chicago e che vide la vittoria dei Chicago Bears sui Washington Redskins per 41 a 21.
In questa stagione i Cleveland Rams ottennero dalla lega il permesso di non partecipare al campionato per la carenza di giocatori disponibili a causa della seconda guerra mondiale. Per lo stesso motivo i Philadelphia Eagles si fusero temporaneamente con i Pittsburgh Steelers dando vita agli Steagles.

## Modifiche alle regole
- Venne adottata la sostituzione libera dei giocatori.
- Venne reso obbligatorio l'uso del casco da parte di tutti i giocatori.

## Stagione regolare
La stagione regolare si svolse in 10 giornate, iniziò il 19 settembre e terminò il 12 dicembre 1943.

### Risultati della stagione regolare
- V = Vittorie, S = Sconfitte, P = Pareggi, PCT = Percentuale di vittorie, PF = Punti Fatti, PS = Punti Subiti
- Nota: nelle stagioni precedenti al 1972 i pareggi non venivano conteggiati nel calcolo della percentuale di vittorie.

| Eastern Division    |   |   |   |     |     |     |
| Squadra             | V | S | P | PCT | PF  | PS  |
| Washington Redskins | 6 | 3 | 1 | 667 | 229 | 137 |
| New York Giants     | 6 | 3 | 1 | 667 | 197 | 170 |
| Steagles            | 5 | 4 | 1 | 556 | 225 | 230 |
| Brooklyn Dodgers    | 2 | 8 | 0 | 200 | 65  | 234 |

| Western Division  |   |    |   |     |     |     |
| Squadra           | V | S  | P | PCT | PF  | PS  |
| Chicago Bears     | 8 | 1  | 1 | 889 | 303 | 157 |
| Green Bay Packers | 7 | 2  | 1 | 778 | 264 | 172 |
| Detroit Lions     | 3 | 6  | 1 | 333 | 178 | 218 |
| Chicago Cardinals | 0 | 10 | 0 | 0   | 95  | 238 |

Al termine della stagione regolare si rese necessario uno spareggio per determinare chi avrebbe affrontato i Bears per la finale. Lo spareggio ebbe luogo il 19 dicembre a New York e vide la vittoria dei Redskins sui Giants per 28 a 0.

## La finale
La finale del campionato si disputò il 26 dicembre al Wrigley Field di Chicago e vide la vittoria dei Bears sui Washington Redskins per 41 a 21.

## Vincitore
| Vincitori del campionato NFL 1943 Chicago Bears 6º titolo |